# Karl Marxer
Karl Marxer (* 31. Januar 1880; † 18. November 1944 in Eschen) war ein liechtensteinischer Politiker (FBP).

## Biografie
Marxer war der Sohn von Johann Marxer und dessen Frau Anna Maria (geborene Brändle). Er war Bürger der Gemeinde Eschen und arbeitete als Landwirt und Händler. Von 1929 bis 1944 gehörte er dem Gemeinderat von Eschen an. Des Weiteren war er von 1939 bis 1944 für die Fortschrittliche Bürgerpartei stellvertretender Abgeordneter im Landtag des Fürstentums Liechtenstein.
Marxer war mit Maria Aloisia Gerner verheiratet. Aus der Ehe gingen vier Kinder hervor.